# ريان داي
ريان داي (بالإنجليزية: Ryan Day)‏ هو لاعب سنوكر بريطاني، ولد في 23 مارس 1980 في Pontycymer ‏ في المملكة المتحدة.

## روابط خارجية
- ريان داي على موقع CueTracker.net (الإنجليزية)
- ريان داي على موقع بطولة العالم للسنوكر (الإنجليزية)